# Astrofysisch Observatorium van Şamaxı

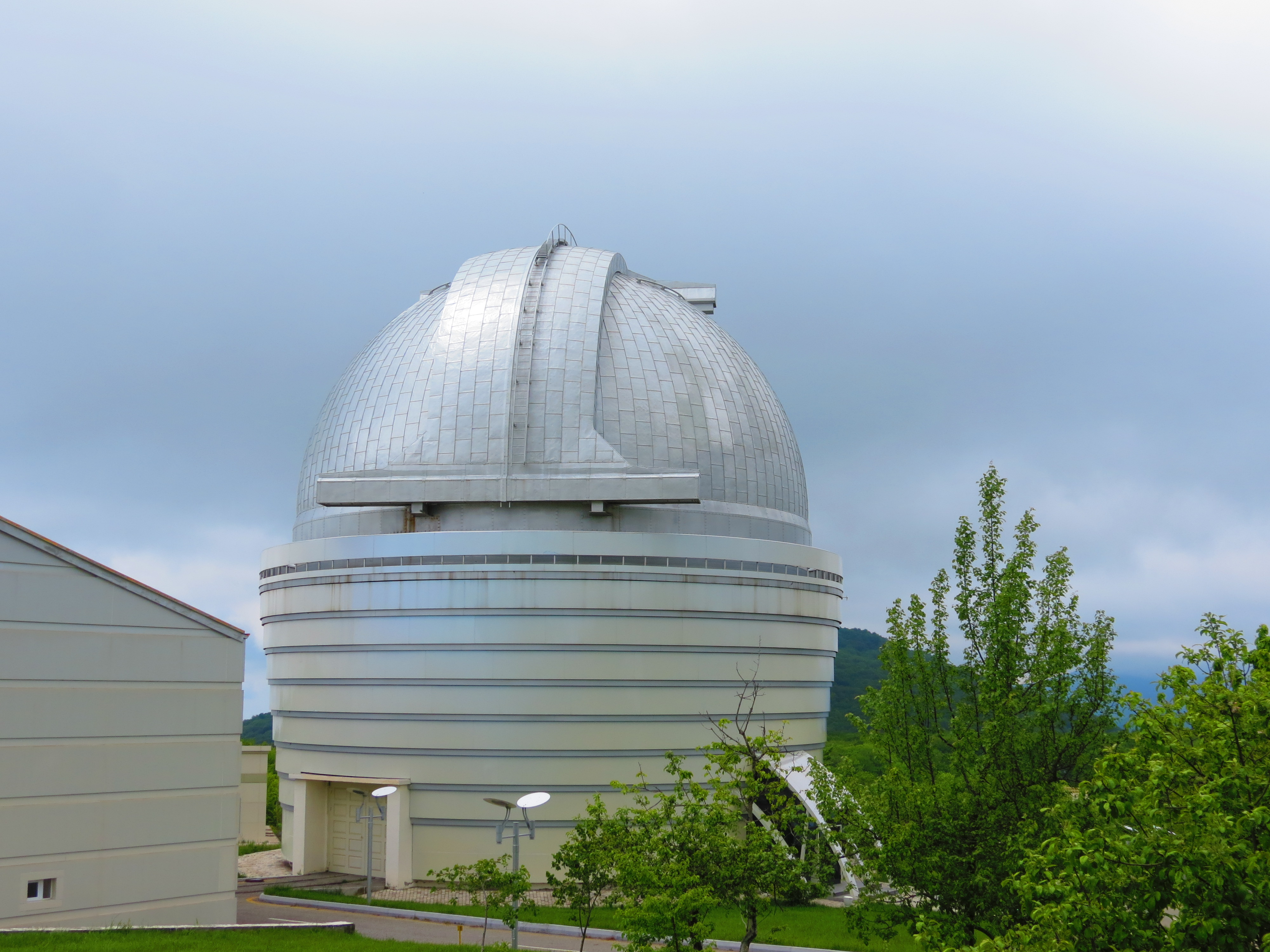
Koepel met de 2,0 m Carl Zeiss-spiegeltelescoop

Het Astrofysisch Observatorium van Şamaxı (Azerbeidzjaans: Şamaxı Astrofizika Rəsədxanası) is een sterrenkundig observatorium in het district Şamaxı, Azerbeidzjan. Het observatorium bevindt zich in de Grote Kaukasus, 22 km ten noordwesten van de stad Şamaxı en 144 km ten noordwesten van Bakoe, op 1435 m boven zeeniveau. Het observatorium is in het bezit van en wordt beheerd door de Azerbeidzjaanse Nationale Academie van Wetenschappen. Het bestaat uit een centraal gebouw met een bibliotheek en een bezoekerscentrum, vier koepels en woonruimten voor het personeel. 

## Geschiedenis
Het observatorium is gebouwd tussen 1958-1960 onder leiding van Jusif Mammadalijev en was een van de belangrijkste astronomische centra van de Sovjet-Unie.
Hadjibej Sultanov was de eerste directeur van het observatorium tussen 1960 en 1981. Hij werd opgevolgd door Ogtaj Husejnov, Alik Abbasov, Zohrab Ismajilov, Kamran Husejnov, Schmidt Ahmadov, Ajjub Gulijev en Namig Djalilov. 

## Telescopen
Het observatorium heeft vier telescopen, gesorteerd op hun apertuur:
- 2,0 m Carl Zeiss-spiegeltelescoop
- 70 cm AZT-8 Cassegraintelescoop
- 60 cm Zeiss-600 Cassegraintelescoop
- 35 cm Catadioptrischetelescoop